# Elezioni comunali in Basilicata del 1994
Le elezioni comunali in Basilicata del 1994 si tennero il 12 giugno (con ballottaggio il 26 giugno) e il 20 novembre (con ballottaggio il 4 dicembre).

## Matera

### Matera
| Candidati                     | Candidati                 | II turno                | II turno                | I turno | I turno | Liste                     | Voti   | %     | Seggi |
| Candidati                     | Candidati                 | Voti                    | %                       | Voti    | %       | Liste                     | Voti   | %     | Seggi |
| ----------------------------- | ------------------------- | ----------------------- | ----------------------- | ------- | ------- | ------------------------- | ------ | ----- | ----- |
|                               | Mario Manfredi ✔️ Sindaco | 19 080                  | 61,15                   | 13 053  | 36,72   | Progressisti              | 11 145 | 32,30 | 24    |
|                               | Domenico Andriulli        | 12 124                  | 38,85                   | 13 069  | 36,77   | Forza Italia              | 5 481  | 15,88 | 4     |
| Alleanza Nazionale            | Domenico Andriulli        | 12 124                  | 38,85                   | 13 069  | 36,77   | 4 010                     | 11,62  | 2     |       |
| Centro Cristiano Democratico  | Domenico Andriulli        | 12 124                  | 38,85                   | 13 069  | 36,77   | 2 785                     | 8,07   | 2     |       |
| Unione di Centro              | Domenico Andriulli        | 12 124                  | 38,85                   | 13 069  | 36,77   | 1 369                     | 3,97   | 1     |       |
| Seggio di coalizione          | Seggio di coalizione      | Seggio di coalizione    | 38,85                   | 13 069  | 36,77   | 1                         |        |       |       |
|                               | Francesco Antonio Vespe   | Francesco Antonio Vespe | Francesco Antonio Vespe | 3 685   | 10,37   | Partito Popolare Italiano | 3 526  | 10,22 | 1     |
| Seggio di coalizione          | Seggio di coalizione      | Seggio di coalizione    | Francesco Antonio Vespe | 3 685   | 10,37   | 1                         |        |       |       |
|                               | Ettore Massari            | Ettore Massari          | Ettore Massari          | 3 632   | 10,22   | Nuovi Orizzonti           | 4 265  | 12,36 | 2     |
| Seggio di coalizione          | Seggio di coalizione      | Seggio di coalizione    | Ettore Massari          | 3 632   | 10,22   | 1                         |        |       |       |
|                               | Leonardo Pinto            | Leonardo Pinto          | Leonardo Pinto          | 2 104   | 5,92    | Matera Città Libera       | 1 926  | 5,58  | –     |
| Seggio di coalizione          | Seggio di coalizione      | Seggio di coalizione    | Leonardo Pinto          | 2 104   | 5,92    | 1                         |        |       |       |
| Totale                        | Totale                    | 31 204                  | 100                     | 35 543  | 100     |                           | 34 507 | 100   | 40    |
|                               |                           |                         |                         |         |         |                           |        |       |       |
| Fonte: Ministero dell'interno |                           |                         |                         |         |         |                           |        |       |       |